# Bouret (rivière)
Pour les articles homonymes, voir Bouret et Bourret.
Le Bouret, ou Bourret est une rivière française du département des Landes et un affluent du Boudigau.

## Géographie
Le Bouret naît dans la forêt des Landes du confluent des ruisseaux du Monbardon et du moulin de Lamothe. Il se jette dans le fleuve côtier du Boudigau à Capbreton.
Le Bouret présente dans le référentiel national BD Carthage une longueur de 14,6 km. Le syndicat mixte de rivière Bourret-Radiguau, scinde quant à lui le Bouret en deux entités : le Lamothe sur la partie amont, drainant la commune de Saint-Vincent-de-Tyrosse, d'une longueur de 9,8 km, et le Bourret, sur sa partie aval, d'une longueur de 3,055 km.

## Communes et cantons traversés
Le Bouret se situe entièrement dans le département des Landes et traverse cinq communes : Saint-Vincent-de-Tyrosse (source), Bénesse-Maremne, Angresse, Soorts-Hossegor, Capbreton (confluence). Soit en termes de cantons, le Bouret traverse le canton de Soustons, et prend source et conflue dans le même canton de Saint-Vincent-de-Tyrosse, dans le même arrondissement de Dax.

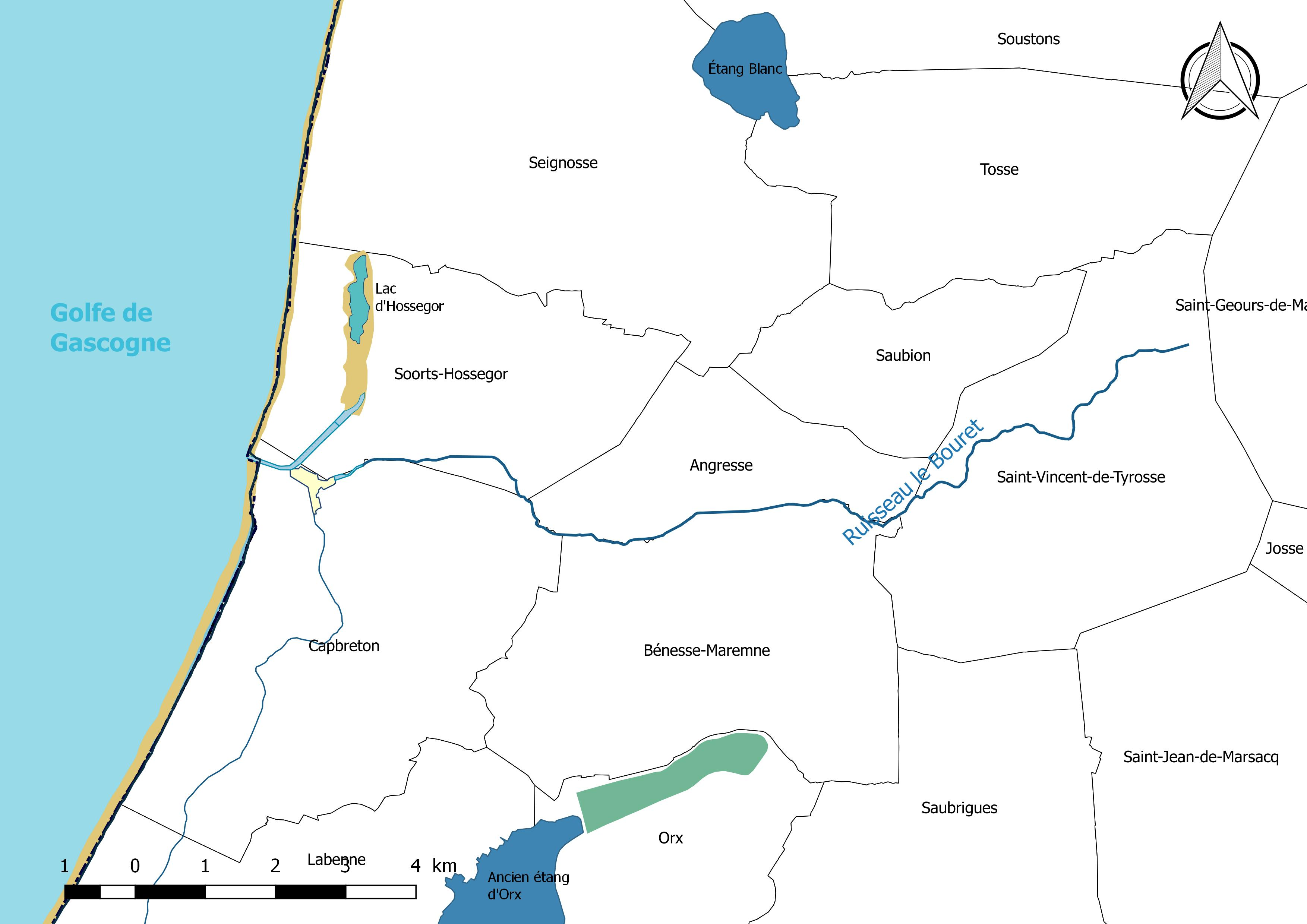
Ruisseau du Bouret (Landes), tel qu'il figure dans le référentiel national hydrographique BD Carthage.

## Affluents
Le Bouret a dix affluents référencés dont un bras :
- le Ruisseau du Nouaou,
- le ruisseau de Guilhem,
- le canal de Monbardon,
- les canaux des Barthes

## Hydrologie
Le Ruisseau le Bouret traverse trois zones hydrographiques : Le Bouret du confluent du Guilhem au confluent du canal de Ceinture (Boudigau) (S437) , Le Guilhem (S436) , Le Bouret de sa source au confluent du Guilhem (S435) pour une superficie totale de 83 km2.